# Asmate ruscinonensis
Asmate ruscinonensis är en fjärilsart som beskrevs av Culot. Asmate ruscinonensis ingår i släktet Asmate och familjen mätare. Inga underarter finns listade i Catalogue of Life.